# نزاع التجارة حول المعادن الارضية النادرة
كان النزاع التجاري بشأن المعادن النادرة (بالإنجليزية: Rare earths trade dispute)، بين الصين من جهة وعدد من البلدان (بقيادة الولايات المتحدة بشكل رئيسي) من جهة أخرى، يتعلق بالقيود التي فرضتها الصين على صادراتها من العناصر الأرضية النادرة بالإضافة إلى التنغستن والموليبدينوم. تُستخدم المعادن الأرضية النادرة في صناعة مغانط النيوديميوم والبراسيوديميوم والديسبروسيوم والتربيوم القوية، ومنتجات الدفاع والعديد من الأجهزة الإلكترونية.
زعمت الولايات المتحدة والاتحاد الأوروبي واليابان أن القيود تشكل انتهاك لقواعد منظمة التجارة العالمية التجارية، في حين ذكرت الصين أن القيود تهدف إلى الحفاظ على الموارد وحماية البيئة. عام 2012 رفعت إدارة أوباما قضية لدى هيئة تسوية المنازعات التابعة لمنظمة التجارة العالمية. عام 2014 أصدرت منظمة التجارة العالمية حكمها ضد الصين، مما دفع الصين إلى إلغاء حصص التصدير عام 2015. وأدت أحداث عام 2010 إلى زيادة الاستثمار في تطوير المعادن النادرة خارج الصين.

## المنتجات المعنية
هناك 17 معدن أرضي نادر من المعادن الأرضية، ويعتبر إنتاجها عملية معقدة تتكون من عدة مراحل. وقد تكون الصادرات في شكل خامات أو سلع في أي مرحلة بما في ذلك خامات الأرض النادرة المستخرجة من المناجم (والتي تحتوي جميعها على مزيج صغير من العناصر الأرضية النادرة)، أو مركزات الخام المكررة، أو المعادن النقية للغاية المكررة، أو المنتجات التي تحتوي على معادن مكررة (بطاريات الليثيوم أيون للسيارات، أو المغناطيس أو المغناطيس الذي يحتوي على مولدات طواحين الهواء). إن الأرقام المقدمة للمراحل المختلفة غير محددة على نطاق واسع فيما يتعلق بالمستوى الذي تتم معالجة التصدير فيه، وقد يتم اقتباس الأرقام بشكل خاطئ في كثير من الأحيان بسبب تعقيد الموضوع. يمكن أن تتناول النزاعات التجارية مصالح البلدان بشأن التكاليف، أو مواقع الصناعة التنافسية، أو الإمدادات الاستراتيجية، والتي تختلف مستويات التصدير ذات الصلة وآفاقها الزمنية التي يجب مراعاتها.

تبلغ احتياطيات خامات المعادن النادرة المعروفة 120 مليون طن، وتمتلك الصين حوالي ثلث هذه الاحتياطيات.
المرحلة الأولى، عملية التعدين، تنتج خامات الأرض النادرة. يتم استخراج أكثر من 60% من المعادن الأرضية النادرة (بداية من عام 2019) من قبل الصين ومن خلال كيانات خاضعة للرقابة في أفريقيا بشكل أساسي.

المرحلة الثانية هي عملية التكرير حيث يتم فصل الخامات إلى بعض المعادن النقية وبعض المركزات من المعادن النادرة الخفيفة أو المعادن النادرة الثقيلة. وتعتمد عملية التكرير بشكل كبير على طبيعة الخام والمعادن المستهدفة، حيث يتم إنتاج التركيزات المخصصة لمصافي أخرى لإجراء المزيد من التكرير. تنتج الصين 85% من حصة السوق العالمية من الأنودات ولها أيضًا حصة كبيرة في معالجة المواد. وتقوم بتنقية 68% من النيكل على مستوى العالم، و40% من النحاس، و59% من الليثيوم، و73% من الكوبالت.
يعد إنتاج الأجزاء والسلع خطوة صناعية أخرى تقوم بها العديد من الشركات المختلفة. تنتج الصين حصة كبيرة من هذه السلع وتمثل غالبية صادرات العالم، وخاصة بطاريات الليثيوم أيون والمغناطيس النيوديميوم. إنها تمثل معظم الإنتاج العالمي للمكونات الغنية بالمعادن لخلايا البطاريات، بما في ذلك 70٪ من المهابط، و85٪ من الأنودات، و66٪ من الفواصل، و62٪ من الإلكتروليتات وتمتلك الصين 78٪ من القدرة العالمية على تصنيع خلايا بطاريات السيارات الكهربائية، والتي يتم تجميعها بعد ذلك في وحدات تستخدم لتشكيل حزمة بطارية. وتستضيف البلاد أيضًا ما يقرب من 75% من مصانع بطاريات الليثيوم أيون العملاقة في العالم. وهذا يجعل الصين أكبر مستهلك للمعادن التي تقوم بتكريرها.
العناصر الأرضية النادرة (أو الأتربة النادرة) هي 17 عنصر لها خصائص مغناطيسية وموصلة. يتم استخدامها على نطاق واسع في الأجهزة الإلكترونية مثل الهواتف المحمولة، وفي معدات الدفاع الوطني. وعلى الرغم من اسمها، فإن العناصر ليست نادرة جدًا، حيث يمكن العثور عليها على نطاق واسع، لكنها لا توجد غالبًا في تركيزات قابلة للاستغلال بشكل يأتي بجدوة اقتصادية. كما أن التعدين لديهم يشكل خطرا على البيئة. تم اكتشاف المعادن النادرة واستخدامها صناعيا لأول مرة في الولايات المتحدة. ولكن انخفاض تكاليف العمالة واللوائح البيئية الأقل صرامة في الصين مكّنت البلاد الآن من أن تصبح المورد الرئيسي للمعادن النادرة في العالم.

## تاريخ النزاع
في العقد الأول من القرن الحادي والعشرين، بدأت الصين في تقييد صناعة المعادن النادرة رغبةً منها في السيطرة على الاستثمار الأجنبي في الصناعات الاستراتيجية، وانخفضت صادرات المعادن النادرة.: 5 وبما أن الصين كانت أكبر مورد للمعادن النادرة في العالم في الوقت الذي فرضت فيه قيود التصدير في العقد الأول من القرن الحادي والعشرين، فقد أدت سياساتها إلى حدوث اضطرابات كبيرة في الإمدادات العالمية وزيادات كبيرة في الأسعار.(ص.5)
أذاع برنامج 60 دقيقة مقطع عن النزاع قال فيه مقدم الأخبار إنه بسبب انتشار استخدام المعادن النادرة، وخاصة في الأسلحة، فإن القيود الصينية تشكل تهديد للأمن القومي للولايات المتحدة.
اتُهمت الصين بحظر صادرات المعادن النادرة إلى اليابان بشكل غير رسمي أثناء المواجهة الدبلوماسية بين البلدين عام 2010 بعد حادثة تصادم القارب في جزر سينكاكو، على الرغم من أن الصين تنفي مثل هذه التقارير. وأشار النقاد إلى هذه الحادثة ليجادلوا بأن الصين لم تكن لتتوقف عن استخدام هيمنتها في إنتاج المعادن النادرة للحصول على نفوذ في المفاوضات الدولية.

## قضية WTO
رفعت الولايات المتحدة قضية أمام هيئة تسوية المنازعات التابعة لمنظمة التجارة العالمية ضد القيود الصينية. وانضم الاتحاد الأوروبي واليابان إلى القضية من الجانب الأمريكي. وزعمت الولايات المتحدة أن القيود الصينية تشكل خرق لمعاهدة الانضمام التي وقعتها الصين عندما انضمت إلى المنظمة عام 2001. وقد منعت المعاهدة فرض رسوم وحصص التصدير، باستثناء السلع المدرجة على وجه التحديد. لم تكن المعادن النادرة من بين السلع المدرجة على وجه التحديد.
جادلت الصين بأن قيودها قانونية لأن لوائح منظمة التجارة العالمية تسمح للدول بفرض رسوم وحصص تصديرية لأسباب تتعلق بالحفاظ على البيئة وحماية سلامة النبات والحيوان والإنسان. حكمت منظمة التجارة العالمية ضد الصين، مؤكدةً أن ضوابطها التصديرية غير مبررة وفقًا للاستثناءات التي ادعتها الصين.(ص.5)

## الرد على قرار منظمة التجارة العالمية
أعربت الصين عن خيبة أملها من الحكم (NYT)، وقدمت استئنافً مع تكرارها حجتها المتعلقة بالحفاظ على البيئة. إلا أن هيئة الاستئناف التابعة لمنظمة التجارة العالمية أيدت الحكم. وأشاد الممثل التجاري الأمريكي بالحكم باعتباره انتصارًا للانفتاح والإنصاف حول العالم. ورفعت الصين قيودها على الصادرات في يناير 2015. امتثلت الصين للحكم، مما دفع أيضًا إلى زيادة تنسيق السياسات بين الوزارات المركزية، ووفر الزخم لمزيد من الإصلاحات المحلية.(ص.5)
نتيجة لارتفاع الأسعار التي فرضتها الصين خارج الصين قبل حكم منظمة التجارة العالمية، تمكنت العديد من شركات تعدين المعادن الأرضية النادرة في الولايات المتحدة وأوروبا من جمع رأس المال، وفي بعض الحالات علنًا، من خلال مبيعات الأسهم. قامت شركة شركة شيفرون للتعدين بفصل منجم Mountain Pass للمعادن النادرة المملوك لشركة Molycorp كشركة عامة مستقلة عام 2008. ومع ذلك، ردًا على إجراء منظمة التجارة العالمية وهذا النمو في المنافسة، خفضت الصين سعر المعادن النادرة بشكل كبير، مما جعل هذه الكيانات أقل جاذبية للاستثمار، وفي حالة Molycorp، غير مستدامة، مما أجبرها على الإفلاس في يونيو 2015. في يونيو 2017، تم بيع منجم Molycorp من الإفلاس في مزاد وتم شراؤه بواسطة MP Mine Operations LLC، وهي شركة مُنحت فيها Shenghe Resources، وهي مساهم صيني أقلية، الحق الحصري في تسويق جميع المعادن النادرة من المنجم.

## في الثقافة الشعبية
شكل نزاع العناصر الأرضية النادرة جزء من القصة في الموسم الثاني من مسلسل Netflix هاوس أف كاردز (Real Clear World) و كول أوف ديوتي: بلاك أوبس 2. من فبراير إلى مايو 2015، أقام متحف تيسن بورنيميسزا معرض فني بعنوان "العناصر الأرضية النادرة" يتعلق بالنزاع، ويضم سبعة عشر عمل فني تم تكليفه، عمل واحد لكل عنصر. ساهم فنانون معاصرون من الاتحاد الأوروبي والصين والمكسيك والكونغو وروسيا بأعمالهم. وكان الفنان والناشط السياسي آي ويوي من بين الفنانين الذين ساهموا في هذا العمل.